# Tituria timorensis
Tituria timorensis är en insektsart som beskrevs av William Lucas Distant 1907. Tituria timorensis ingår i släktet Tituria och familjen dvärgstritar. Inga underarter finns listade i Catalogue of Life.